# Gabriele Bischoff
Gabriele „Gaby” Bischoff (ur. 4 stycznia 1961 w Bad Wildungen) – niemiecka działaczka związkowa i polityk, przewodnicząca Grupy Pracowników Europejskiego Komitetu Ekonomiczno-Społecznego, posłanka do Parlamentu Europejskiego IX i X kadencji.

## Życiorys
W 1980 zdała maturę w König Heinrich-Gymnasium w miejscowości Fritzlar. W latach 1981–1988 kształciła się w zakresie nauk politycznych i amerykanistyki na Uniwersytecie w Marburgu oraz na Wolnym Uniwersytecie Berlińskim. Dyplom z politologii uzyskała na drugiej z tych uczelni. W trakcie studiów pracowała jako doręczycielka w Deutsche Post, wstąpiła wówczas do związków zawodowych. Od 1989 do 1991 była pracownikiem naukowym, zatrudniona wówczas m.in. w Fachhochschule für Wirtschaft Berlin. Następnie została etatową działaczką związkową w ramach IG Metall. Do 2000 była doradcą do spraw równouprawnienia przy zarządzie tego związku we Frankfurcie nad Menem. W latach 2000–2005 w randze attaché odpowiadała za dialog społeczny w stałym przedstawicielstwie Niemiec przy Unii Europejskiej. W latach 2005–2008 była doradcą w federalnym ministerstwie pracy i spraw społecznych. W 2008 zatrudniona w centrali Federacji Niemieckich Związków Zawodowych (DGB). W 2015 objęła stanowisko przewodniczącej Grupy Pracowników w ramach Europejskiego Komitetu Ekonomiczno-Społecznego.
Zaangażowała się także w działalność komitetu kobiet przy Europejskiej Konfederacji Związków Zawodowych, Sieci Ruchu Europejskiego Niemcy oraz Socjaldemokratycznej Partii Niemiec. W 2019 z ramienia socjaldemokratów uzyskała mandat europosłanki IX kadencji. Z powodzeniem ubiegała się o reelekcję w 2024.